# Tsuneyasu Miyamoto
Tsuneyasu Miyamoto (宮本 恒靖, Miyamoto Tsuneyasu, Tondabayashi, 7 februari 1977) is een Japans voormalig voetballer die als verdediger speelde. In 2011 stopte hij na 17 jaar met zijn voetbalcarrière.

## Clubcarrière
Tsuneyasu Miyamoto speelde tussen 1995 en 2011 voor Gamba Osaka, Red Bull Salzburg en Vissel Kobe. Hij speelde overwegend als centrale verdediger. In 2005 was hij aanvoerder van Gamba, in 2007 stapte hij over naar Red Bull Salzburg, maar door een peesblessure waaraan hij in 2008 werd geopereerd kon hij daar niet optimaal presteren. In 2009 keerde hij terug naar Japan om bij Vissel Kobe te gaan spelen. In 2011 stopt hij met voetballen en in 2013 heeft hij de international Master in Management, Law en Humanities of Sport (de FIFA Master) met succes afgerond.

## Interlandcarrière
Tsuneyasu Miyamoto debuteerde in 2000 in het Japans nationaal elftal en speelde 71 interlands, waarin hij 3 keer scoorde. Hij was aanvoerder van het nationaal elftal bij het WK in 2002 en 2006 en de Asian Cup in 2004.

## Statistieken
| Japans voetbalelftal | Japans voetbalelftal | Japans voetbalelftal |
| Jaar                 | Wed.                 | Dlp.                 |
| -------------------- | -------------------- | -------------------- |
| 2000                 | 2                    | 0                    |
| 2001                 | 3                    | 0                    |
| 2002                 | 11                   | 0                    |
| 2003                 | 10                   | 0                    |
| 2004                 | 19                   | 2                    |
| 2005                 | 15                   | 1                    |
| 2006                 | 11                   | 0                    |
| Totaal               | 71                   | 3                    |

## Erelijst
Red Bull Salzburg
- Landskampioen

2007